# Botswana Notes and Records
Die Botswana Notes and Records sind eine seit 1968 bzw. regulär seit 1969 von der Botswana Society (Motto Making Botswana better known to itself & the world) herausgegebene Fachzeitschrift mit Peer-Review zur Erforschung der Geschichte und Kultur Botswanas. Thematisch umfasst die Zeitschrift Aufsätze, Beiträge, Miszellen, Erinnerungen und Anekdoten sowie Buchbesprechungen von der Archäologie bis hin zur Zoologie.